# Светско првенство у атлетици у дворани 2012 — штафета 4 × 400 метара за мушкарце
Трка штафета 4 х 400 м у мушкој конкуренцији на Светском првенству у атлетици у дворани 2012. одржана је 10. и 11. марта у Атлетској арени Атакуј.
Титулу освојену у Дохи 2010, бранила је штафета САД.

## Земље учеснице
Учествовало је 12 штафета са 48 такмичара.
1. Бахаме
2. Боцвана
3. Венецуела
4. Пољска
5. Русија
6. САД
7. Тринидад и Тобаго
8. Турска
9. Уједињено Краљевство
10. Украјина
11. Чешка
12. Шпанија

## Освајачи медаља
|                                                                                                   |                                                                                           |                                                                       |
| САД Френки Рајт Калвин Смит млађи Мантео Мичел Гил Роберт Џамал Торанс* Quentin Iglehart-Summers* | Уједињено Краљевство Конрад Вилијамс Најџел Левин Мајкл Бингам Ричард Бак Лук Ленон-Форд* | Тринидад и Тобаго Лалонд Гордон Рени Куов Џерим Ричардс Џарин Саломон |

- Такмичари означени звездицом нису трчали у финалу, али су добили медаље.

## Рекорди пре почетка Светског првенства 2012.
Стање 9. март 2012. 
| Светски рекорд             | 3:02,83 | Сједињене Државе                       | Маебаши, Јапан       | 7. март 1999.     |
| Рекорд светских првенстава | 3:02,83 | Сједињене Државе                       | Маебаши, Јапан       | 7. март 1999.     |
| Најбољи резултат сезоне    | 3:03,76 | Универзитет Арканзас, Сједињене Државе | Фејетвил, САД        | 11. фебруар 2012. |
| Афрички рекорд             | 3:09,76 | Нигерија                               | Лисабон, Португалија | 10. март 2001.    |
| Азијски рекорд             | 3:05,90 | Јапан                                  | Маебаши, Јапан       | 6. март 1999.     |
| Северноамерички рекорд     | 3:02,83 | Сједињене Државе                       | Маебаши, Јапан       | 7. март 1999.     |
| Јужноамерички рекорд       | 3:10,50 | Бразил                                 | Париз, Француска     | 8. март 1997.     |
| Европски рекорд            | 3:03,01 | Пољска                                 | Маебаши, Јапан       | 7. март 1999.     |
| Океанијски рекорд          | 3:08,49 | Аустралија                             | Севиља, Шпанија      | 10. март 1991.    |

## Квалификациона норма
| дворана или отворено |
| -------------------- |
| нема норме           |

## Сатница
| Датум         | Време | Ниво          |
| ------------- | ----- | ------------- |
| 10. март 2012 | 11:20 | Квалификације |
| 11. март 2012 | 17:40 | Финале        |

## Резултати

### Квалификације
За 6 места у финалу квалификовале су се по две првопласиране штафете из обе квалификационе групе (КВ) и две штафете по постигнутом резултату (кв).,
| Поз. | Група | Штафета              | Атлетичари                                                            | Резултат | Нап.    |
| ---- | ----- | -------------------- | --------------------------------------------------------------------- | -------- | ------- |
| 1    | 2     | Уједињено Краљевство | Конрад Вилијамс, Лук Ленон-Форд, Мајкл Бингам, Ричард Бак             | 3:07,45  | КВ, НРС |
| 2    | 1     | САД                  | Френки Рајт, Џамал Торанс, Мантео Мичел, Quentin Iglehart-Summers     | 3:07,47  | КВ, НРС |
| 3    | 2     | Пољска               | Јакуб Кжевина, Марчин Марчинишин, Гжегож Собински, Лукаш Кравчук      | 3:07,99  | КВ, НРС |
| 4    | 2     | Тринидад и Тобаго    | Лалонд Гордон, Рени Куов, Џерим Ричардс, Џарин Соломон                | 3:08,32  | кв, НРС |
| 5    | 2     | Русија               | Сергеј Петухов, Валентин Кругљаков, Семјен Голубјев, Владислав Фролов | 3:08,43  | кв, НРС |
| 6    | 2     | Украјина             | Myhaylo Knysh, Володимир Бураков, Dmytro Bikulov, Yevhen Hutsol       | 3:08,92  | НР      |
| 7    | 2     | Чешка                | Јосеф Пророк, Petr Lichý, Вацлав Барак, Theodor Jareš                 | 3:09,46  | НРС     |
| 8    | 1     | Шпанија              | Mark Ujakpor, Давид Теста, Самуел Гарсија, Xavier Carrión             | 3:10,51  | КВ, НРС |
| 9    | 1     | Венецуела            | José Acevedo, Омар Лонгарт, Алберто Агилар, Фреди Мазонес             | 3:11,11  | НР      |
| 10   | 1     | Турска               | Али Екбер Кајаш, Халит Килич, Мехмет Гузел, Јавуз Џан                 | 3:11,28  | НР      |
| 11   | 1     | Боцвана              | Thapelo Ketlogetswe, Ајзак Маквала, Pako Seribe, Zacharia Kamberuka   | 3:13,21  | НР      |
| —    | 1     | Бахаме               | Мајкл Матје, La'Sean Pickstock, Џејмсон Стракан, Деметријус Пајндер   | НС       |         |

### Финале
| Поз. | Штафета              | Атлетичари                                                            | Резултат | Нап. |
| ---- | -------------------- | --------------------------------------------------------------------- | -------- | ---- |
|      | САД                  | Френки Рајт, Калвин Смит млађи, Мантео Мичел, Гил Роберт              | 3:03,94  | НРС  |
|      | Уједињено Краљевство | Конрад Вилијамс, Најџел Левин, Мајкл Бингам, Ричард Бак               | 3:04,72  | НРС  |
|      | Тринидад и Тобаго    | Лалонд Гордон, Рени Куов, Џерим Ричардс, Џарин Соломон                | 3:06,85  | НР   |
| 4    | Русија               | Сергеј Петухов, Валентин Кругљаков, Семјен Голубјев, Владислав Фролов | 3:07,35  | НРС  |
| 5    | Шпанија              | Mark Ujakpor, David Testa, Самуел Гарсија, Xavier Carrión             | 3:10,01  | НРС  |
| 6    | Пољска               | Јакуб Кжевина, Марчин Марчинишин, Гжегож Собински, Лукаш Кравчук      | 3:11,86  |      |